# Miączyn (Zamość)
Pour les articles homonymes, voir Miączyn.
Miączyn (prononciation [ˈmjɔnt͡ʂɨn]) est un village de la gmina de Miączyn, du powiat de Zamość, dans la voïvodie de Lublin, situé dans l'est de la Pologne.
Il est le siège administratif (chef-lieu) de la gmina rurale de Miączyn.
Miączyn se situe à environ 18 kilomètres à l'est de Zamość (siège du powiat) et 87 kilomètres au sud-est de Lublin (capitale de la voïvodie).
Sa population s'élève à 749 habitants en 2008.

## Administration
De 1975 à 1998, le village est attaché administrativement à l'ancienne voïvodie de Zamość.

Depuis 1999, il fait partie de la nouvelle voïvodie de Lublin.